# Chronologie der Hypertext-Technologien
Dieser Artikel bietet eine Chronologie der Hypertext-Techniken ab 1945. Der Begriff Hypertext wurde von dem Autor und Philosophen Ted Nelson geprägt.
| Jahr | Technologie / System                                                | Entwickler                                                   |
| ---- | ------------------------------------------------------------------- | ------------------------------------------------------------ |
| 1945 | Memex (Konzept)                                                     | Vannevar Bush; Office of Scientific Research and Development |
| 1960 | Projekt Xanadu                                                      | Ted Nelson                                                   |
| 1962 | NLS (oNLine System) (1977 umbenannt in Augment)                     | Douglas C. Engelbart; SRI Augmentation Research Center       |
| 1967 | Hypertext Editing System (HES)                                      | Andries van Dam, Ted Nelson; Brown University                |
| 1968 | FRESS (File Retrieval and Editing System)                           | Andries van Dam, Ted Nelson, Bob Wallace; Brown University   |
| 1973 | Xerox Alto Desktop mit GUI                                          | Butler Lampson, Charles P. Thacker, u. a.; Xerox PARC        |
| 1975 | ZOG                                                                 | Robert Akscyn, Donald McCracken; Carnegie Mellon University  |
| 1976 | PROMIS (Problem-Oriented Medical Information System)                | Jan Schultz, Larry Weed; University of Vermont               |
| 1978 | Aspen Movie Map                                                     | Andrew Lippman; MIT                                          |
| 1980 | ENQUIRE (unveröffentlicht)                                          | Tim Berners-Lee; CERN                                        |
| 1981 | Electronic Document System (EDS, auch Document Presentation System) | Andries van Dam, u. a.; Brown University                     |
|      | Xerox Star Desktop                                                  | David Liddle; Xerox Systems Development Department           |
| 1983 | Guide                                                               | Peter J. Brown; University of Kent                           |
|      | KMS (Knowledge Management System)                                   | Robert Akscyn, Donald McCracken, Elise Yoder                 |
|      | TIES (The Interactive Encyclopedia System, später HyperTies)        | Ben Shneiderman; University of Maryland, College Park        |
| 1984 | NoteCards                                                           | Frank Halasz, Thomas Moran, Randall Trigg; Xerox PARC        |
| 1985 | Intermedia                                                          | Norman Meyrowitz; Brown University                           |
|      | Symbolics Document Examiner                                         | Janet Walker; Symbolics                                      |
| 198? | info                                                                | MIT, GNU-Projekt                                             |
| 1986 | SGML                                                                | Charles Goldfarb, William W. Tunnicliffe, IBM                |
|      | Texinfo                                                             | Richard Stallman, Bob Chassell, GNU-Projekt                  |
| 1987 | Authorware                                                          | Michael Allen; Authorware                                    |
|      | Canon Cat                                                           | Jef Raskin; Canon                                            |
|      | HyperCard                                                           | Bill Atkinson; Apple                                         |
| 1989 | Director (ab 1993 Macromedia Director)                              | MacroMind                                                    |
|      | AmigaGuide                                                          | Commodore                                                    |
|      | World Wide Web und HTML                                             | Tim Berners-Lee; CERN                                        |
| 1991 | Gopher                                                              | Mark P. McCahill u. a.; University of Minnesota              |
| 1993 | Interpedia (Konzept)                                                | Rick Gates                                                   |
| 1995 | WikiWikiWeb                                                         | Ward Cunningham                                              |
| 1998 | Everything2                                                         | Nate Oostendorp                                              |
| 2001 | Wikipedia                                                           | Jimmy Wales                                                  |
| 2019 | Geminispace                                                         | Solderpunk u. a.                                             |